# Marie Hassenpflug

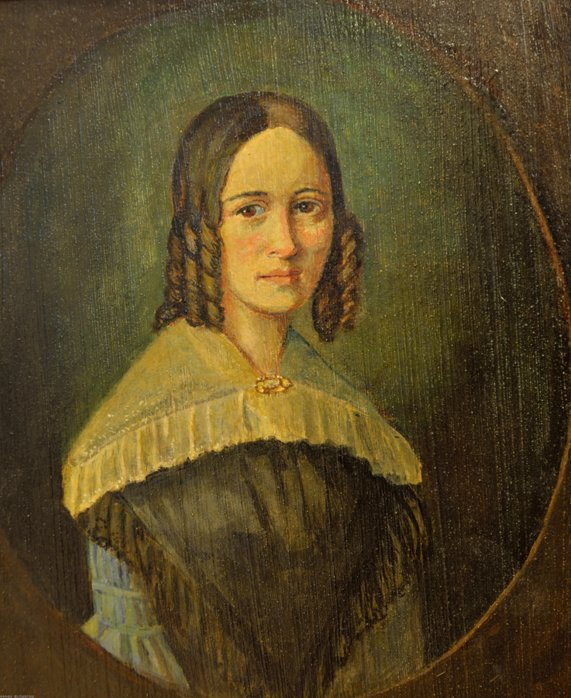
Marie Hassenpflug, 1812

Marie Magdalene Elisabeth Hassenpflug (* 27. Dezember 1788 in Altenhaßlau; † 21. November 1856 in Kassel), verheiratete von Dalwigk zu Schauenburg, war eine wichtige Quelle von Märchenerzählungen für die Sammlung der Kinder- und Hausmärchen der Brüder Grimm.

## Leben
Marie war die älteste Tochter von Johannes Hassenpflug (1755–1834) und Marie Magdalena Dresen (* 28. September 1767 in Hanau; † 19. Dezember 1840 in Kassel), die aus einer in Hanau ansässigen hugenottischen Emigrantenfamilie stammte. Sie war eine Schwester des kurhessischen Innen- und Justizministers Ludwig Hassenpflug (1794–1862). Als ihr Vater, Johannes Hassenpflug, 1789 Schultheiß der Hanauer Neustadt wurde, bezog die Familie eine Wohnung im „Haus Amsterdam“, später „Haus Lossow“, einem repräsentativen Fachwerkgebäude an der Südwestecke des Marktplatzes. Die Familie war befreundet mit der Familie Grimm, deren Vater, Philipp Wilhelm Grimm, Schreiber der Stadt und des Amtes Büchertal war. 1799 zog die Familie Hassenpflug nach Kassel, wo Johannes Hassenpflug zur Finanzverwaltung der Landgrafschaft Hessen-Kassel gewechselt war.
Marie Hassenpflug heiratete am 21. August 1814 Friedrich von Dalwigk zu Schauenburg, der als Hauptmann des Regiments Kurprinz in Hanau stationiert war. Sie lebte in der folgenden Zeit auf dem Hofgut ihres Mannes in Hoof (heute Ortsteil von Schauenburg) und in Hanau. Hier kam am 24. Januar 1817 ihr Sohn, Ludwig Alexander, zur Welt.
Von 1819 bis 1824 hatte sie eine Stelle als Hofdame der Herzogin Marie Friederike von Anhalt-Bernburg, einer Tochter des Landgrafen und späteren Kurfürsten Wilhelm IX./I. von Hessen-Kassel. Ihr Mann war parallel Kammerherr der Herzogin. Während dieser Zeit wohnten sie im Stadtschloss Hanau. Anschließend lebten sie in Kassel.

## Literarische Bedeutung
Von Marie Hassenpflug stammen eine Reihe von Märchen, die die Brüder Grimm in den von ihnen verfassten Kinder- und Hausmärchen (KHM) wiedergeben: Brüderchen und Schwesterchen (KHM 11), Rotkäppchen (KHM 26), Das Mädchen ohne Hände (KHM 31), Der Räuberbräutigam (KHM 40), Daumerlings Wanderschaft (KHM 45), Dornröschen (KHM 50), Die Wassernixe (KHM 79), Der goldene Schlüssel (KHM 200), Vogel Phönix (KHM 75a), Der Schmied und der Teufel (KHM 81a), Der Froschprinz (KHM 99a), das Textfragment Prinzessin mit der Laus, vielleicht auch Schneewittchen (KHM 53) und Hänsel und Gretel (KHM 15).

### Sonstige Quellen
- NN: Wohnhaus von Marie Hassenpflug. – Tafel am Haus Markt 13, Hanau.
- Uta Grossmann: Wo Marie Hassenpflug als Kind lebte. In: Frankfurter Rundschau. 6. September 2013, http://m.fr.de/rhein-main/alle-gemeinden/main-kinzig-kreis/hanau-gebrueder-grimm-wo-marie-hassenpflug-als-kind-lebte-a-658879